# Macedonische denar

2 denar 2001

De denar is de munteenheid van Noord-Macedonië. Eén denar is honderd deni. De naam is afgeleid van denarius.
Munten zijn beschikbaar in 50 denar en in 1, 2, 5, 10 en 50 denar. Het papiergeld is beschikbaar in 10, 50, 100, 200, 500, 1000 en 2000 denar. Het biljet van 5000 denar is uit de circulatie gehaald en vervangen door de biljetten van 200 en 2000 denar. Zowel munten als bankbiljetten zijn gedecoreerd met traditionele en nationale symbolen, zoals een Šarplaninac en een Byzantijns mozaïek.
De munteenheid werd geïntroduceerd op 26 april 1992 en was toen in waarde gelijk aan de Joegoslavische dinar (YUN). Op 5 mei 1993 werd de eenheid gereformeerd, waarbij 1 nieuwe denar (MKD) met een verhouding van 100 de oude denar (MKN) verving.
De Nationale Bank van Noord-Macedonië is uitgever van de denar.